# Fréquence GUARD
 (décembre 2021).
Pour les articles homonymes, voir fréquence (homonymie).
La fréquence GUARD (121,5 MHz) est la fréquence VHF aéronautique d'urgence dans le monde entier. 

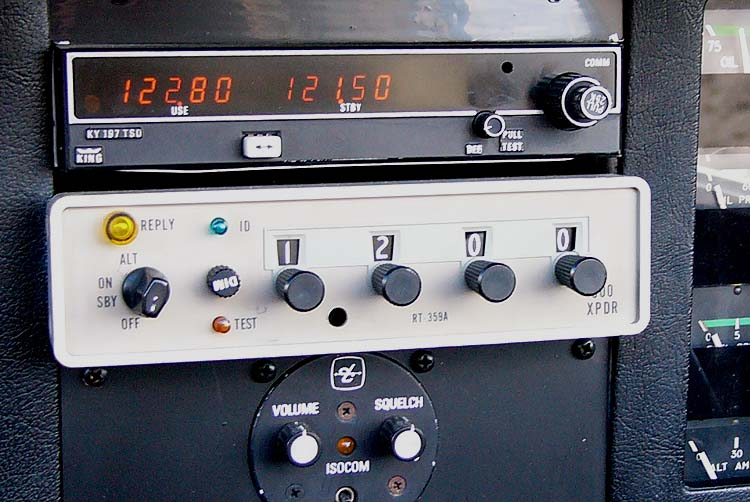
Cockpit de Cessna avec la radio branché sur 122.8 MHz et 121.5 MHz préprogrammé, et le radar-transpondeur (sur 1200)

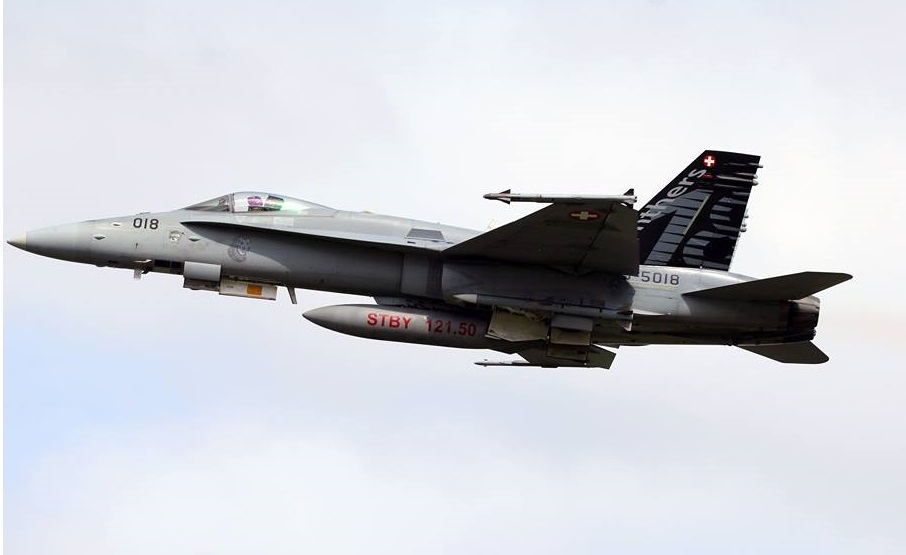
F/A-18C des Forces aériennes suisses portant l'inscription STBY 121,50 sur son réservoir supplémentaire

La fréquence aéronautique auxiliaire 123,1 MHz (auxiliaire de la fréquence aéronautique d'urgence 121,5 MHz) est destinée à être utilisée par les stations du service mobile aéronautique et par d'autres stations mobiles et terrestres engagées dans des opérations coordonnées de recherche et sauvetage. Les stations mobiles du service mobile maritime peuvent communiquer avec les stations du service mobile aéronautique sur la fréquence aéronautique d'urgence 121,5 MHz exclusivement pour la détresse et l'urgence et sur la fréquence aéronautique auxiliaire 123,1 MHz pour les opérations coordonnées de recherche et sauvetage, en émission de classe A3E pour les deux fréquences. Elles doivent alors se conformer aux arrangements particuliers conclus par les gouvernements intéressés et régissant le service mobile aéronautique,.